# Phytomyza liturata
Phytomyza liturata är en tvåvingeart som beskrevs av Brulle 1833. Phytomyza liturata ingår i släktet Phytomyza och familjen minerarflugor.
Artens utbredningsområde är Grekland. Inga underarter finns listade i Catalogue of Life.